# Josafat Moszczycz
Josafat Moszczycz CSSAA (ur. 16 września 1976 w Starym Rozdole) – ukraiński biskup katolicki Ukraińskiego Kościoła Greckokatolickiego, eparcha czerniowiecki od 2017.

## Życiorys
Chirotonię otrzymał 26 września 1999. Po święceniach studiował w Rzymie. W 2002 złożył profesję wieczystą w Zgromadzeniu Misyjnym św. Andrzeja Apostoła, a rok później został jego przełożonym generalnym.
Został wybrany biskupem pomocniczym archieparchii iwano-frankiwskiej. 27 maja 2014 papież Franciszek zatwierdził ten wybór i nadał mu stolicę tytularną Pulcheriopolis. Chirotonii udzielił mu 3 sierpnia 2014 arcybiskup Światosław Szewczuk.
Sobór Ukraińskiego Kościoła Greckokatolickiego wybrał go pierwszym biskupem nowo powstałej eparchii czerniowickiej. 12 września 2017 papież Franciszek zatwierdził ten wybór. Intronizacja odbyła się 18 listopada 2017.